# Vincennes en Anciennes
 (juillet 2020).
- Si vous ne connaissez pas le sujet, laissez ce bandeau (vous pouvez alors contacter les auteurs).
- Si vous supprimez le contenu mis en cause (vous pouvez préalablement contacter les auteurs),

argumentez précisément cette suppression dans la page de discussion
(un manque de référence n'est pas un argument ; une recherche réelle de référence doit avoir été effectuée, être formellement documentée).
 (décembre 2013).
Si vous disposez d'ouvrages ou d'articles de référence ou si vous connaissez des sites web de qualité traitant du thème abordé ici, merci de compléter l'article en donnant les références utiles à sa vérifiabilité et en les liant à la section « Notes et références ».
Vincennes en anciennes est une association de propriétaires et d'amoureux de véhicules anciens, parmi les plus grandes associations multimarques de France, avec 3 000[réf. nécessaire] véhicules repartis en 60 marques.
Elle a pour but de rassembler mensuellement un maximum de véhicules anciens pour de grandes occasions (comme le Téléthon, les journées européennes du patrimoine) ou sans raison spécifique.

## Historique
Le rassemblement de voitures anciennes, le 1er dimanche du mois, sur l'Esplanade Saint Louis du château de Vincennes existe depuis décembre 1986.
Ce rassemblement est créé alors à l'initiative de Michel Lemoine, président du club 403 cabriolet, d'Hervé Marthon  et de Patrick Devoucoux et d'autres passionnés de voitures anciennes venus se joindre à eux. Lors de la première réunion, on dénombre une trentaine de voitures. La réunion a alors un accord tacite des "Parcs et Jardins " de la Ville de Paris, obtenu par Patrick Devoucoux du fait qu'il n'y a aucune dégradation constatée.
À la fin des années 1990, compte tenu de l'ampleur de la manifestation, la Préfecture de Police, dont dépend le bois de Vincennes, demande à Michel Lemoine et à Patrick Devoucoux la création d'une association pour structurer la manifestation. L'association est créée en 1998. Jacques Lemoine, frère de Michel, en est le premier président. L'esplanade de Saint Louis dépendant du Ministère des armées, l'association signe une convention d'occupation.
Il y a alors 180 adhérents.

## Manifestations

### Le rassemblement mensuel
Le premier dimanche de chaque mois, de 9 heures à 12 heures 30, a lieu sur l'esplanade du château de Vincennes un grand rendez-vous multimarque. Entre 250 et 400 véhicules sont présentés. Parmi les plus mythiques : une Ford GT40 de 1969, une Ferrari 250 GT de 1963, une Aston Martin DB4 GT de 1961. Parmi les plus anciennes : Citroën Torpédo, Amilcar CG, Bugatti Type 35, Peugeot Type 172 BC, Hispano-Suiza datant de 1924. Au fil du temps, les motos anciennes font aussi leur apparition.

### La traversée de paris
Vincennes en Anciennes organise des Traversées de Paris, réunissant jusqu'à 700 véhicules. La plus ancienne a lieu le 1er dimanche de janvier et, depuis 2008, la Traversée estivale le 1er dimanche d'août. La proportion de participants venus de province ou de l'étranger augmente chaque année[réf. nécessaire].

### Le Téléthon en Anciennes
Vincennes en Anciennes organise des balades en véhicules de collection pour les handicapés à l'occasion du Téléthon

### Les autres manifestations

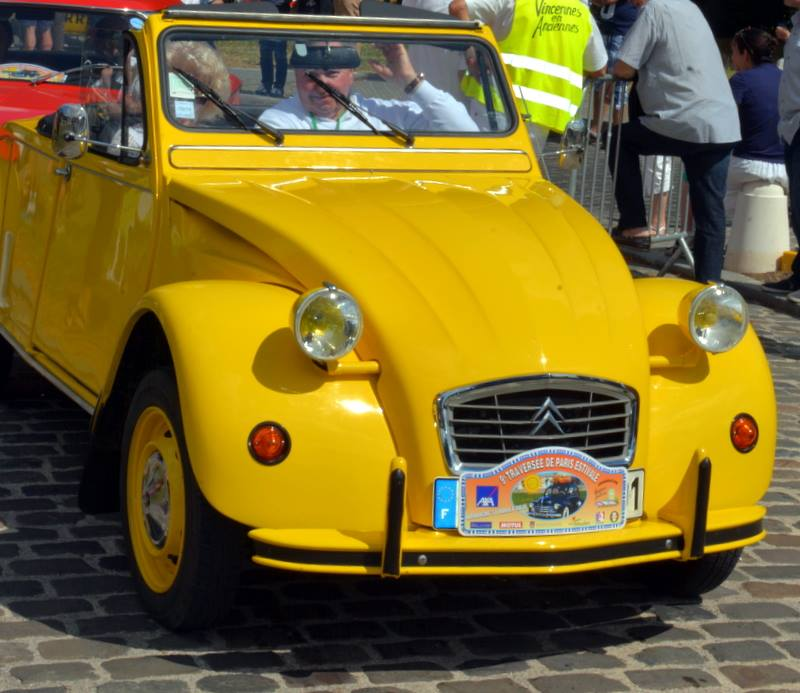
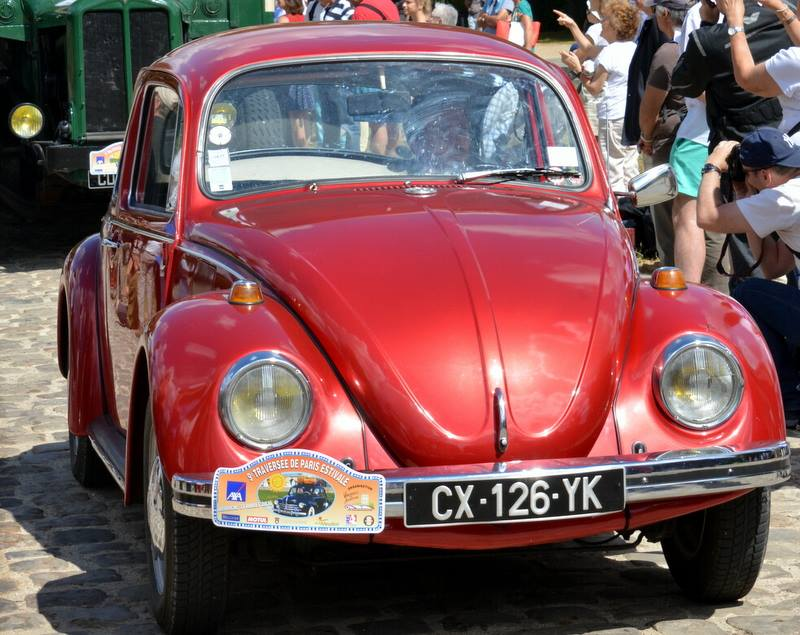
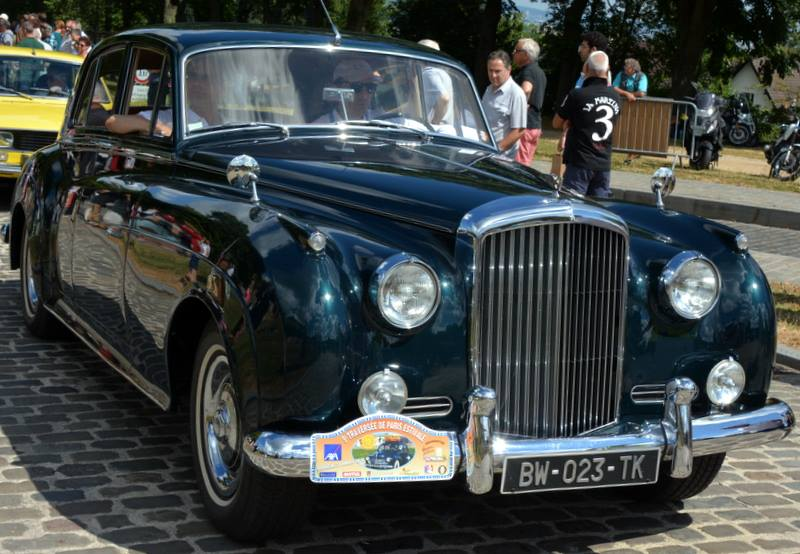
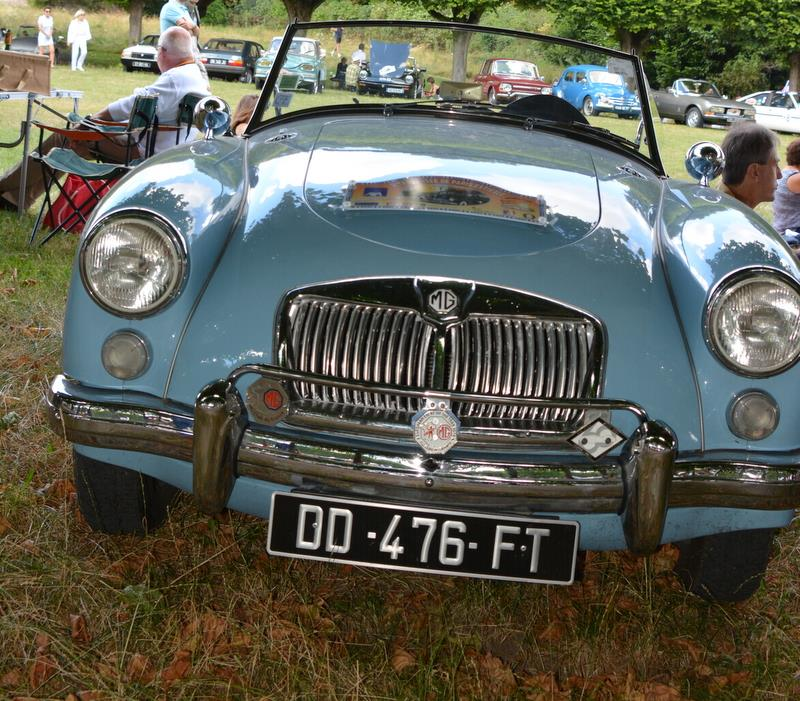
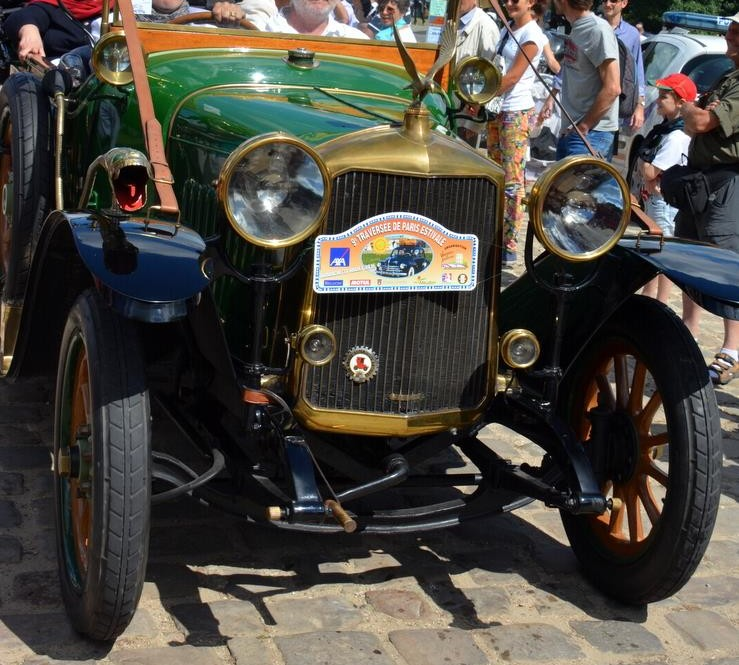
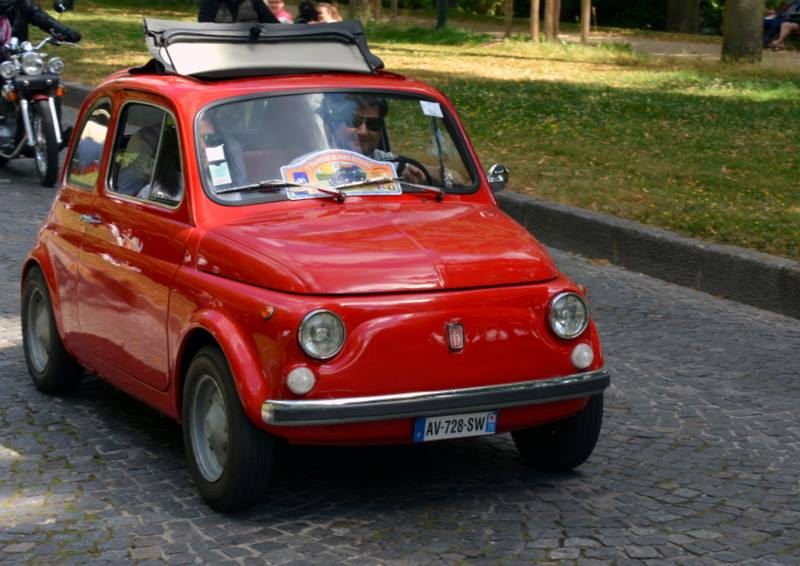
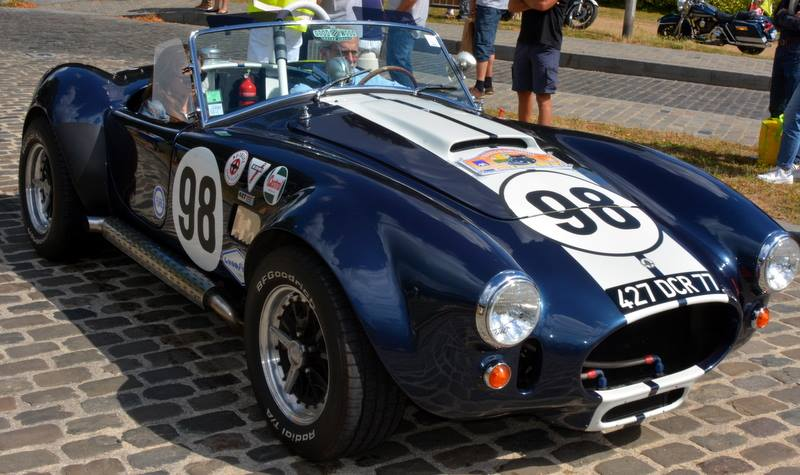
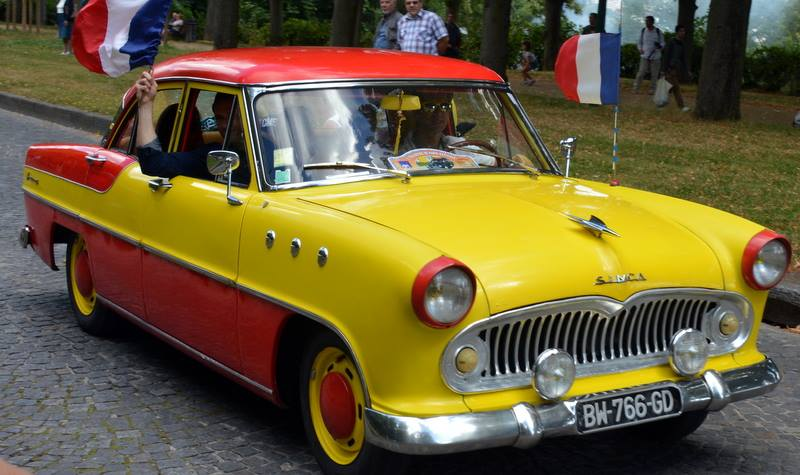
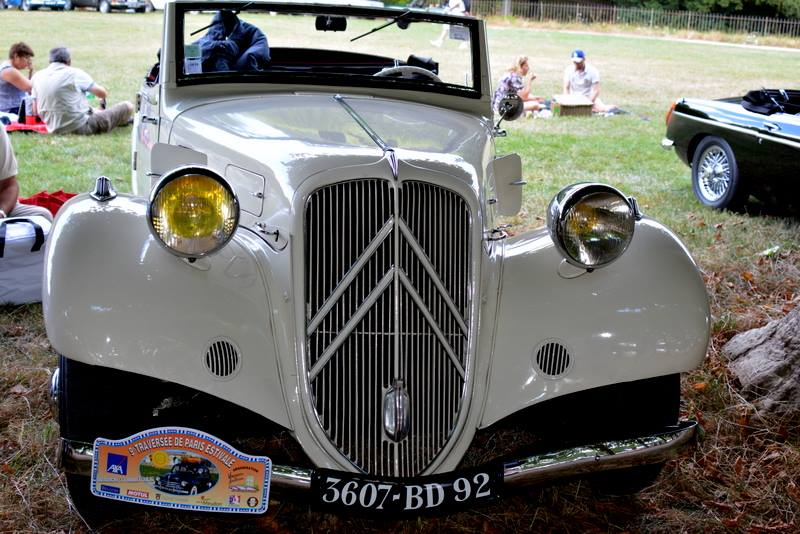
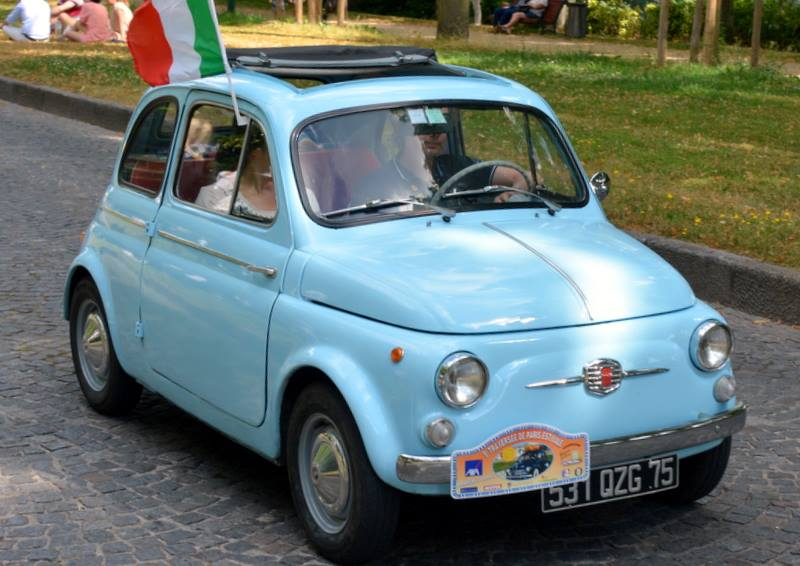
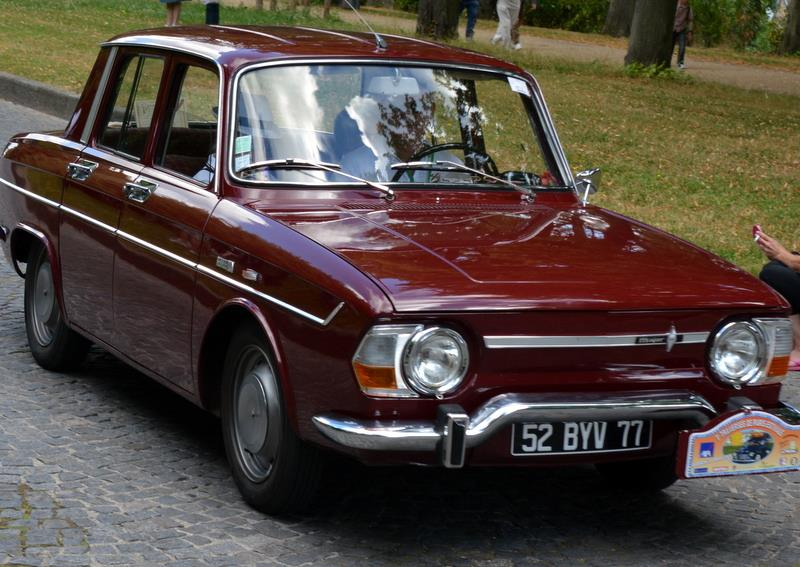
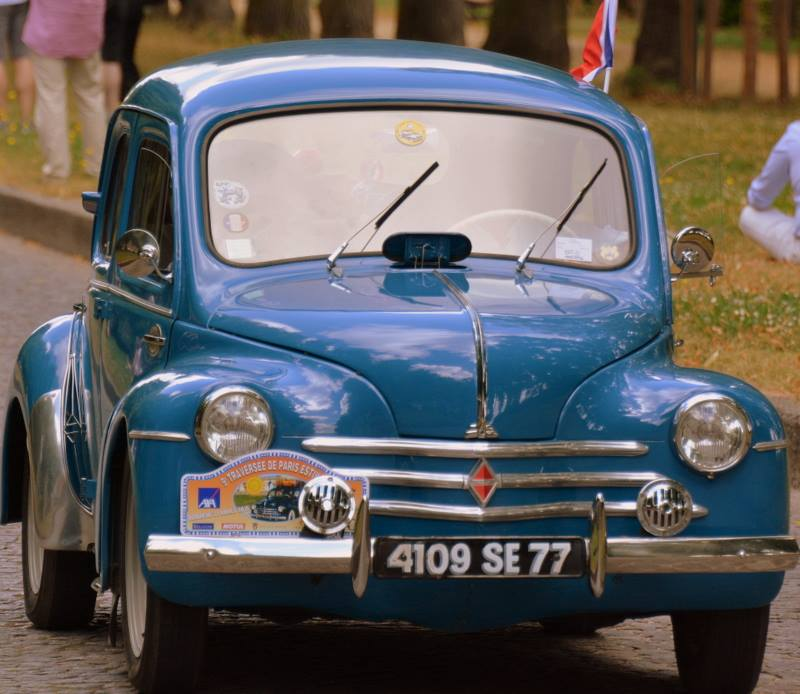
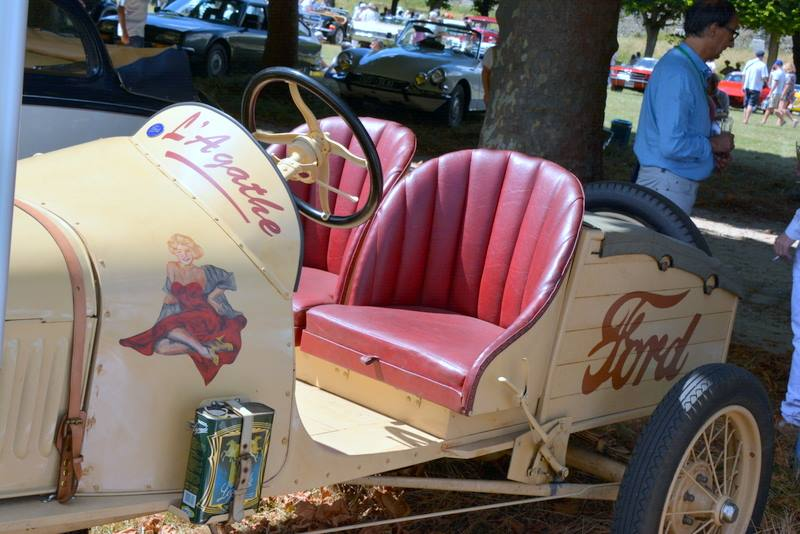
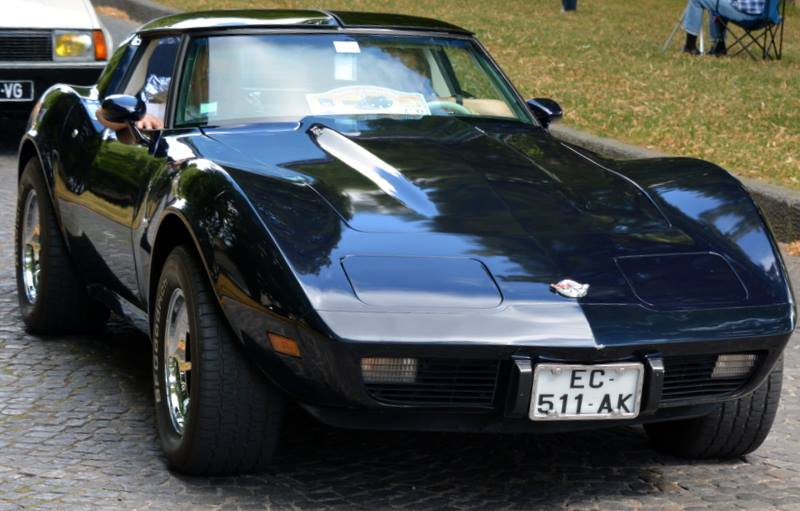
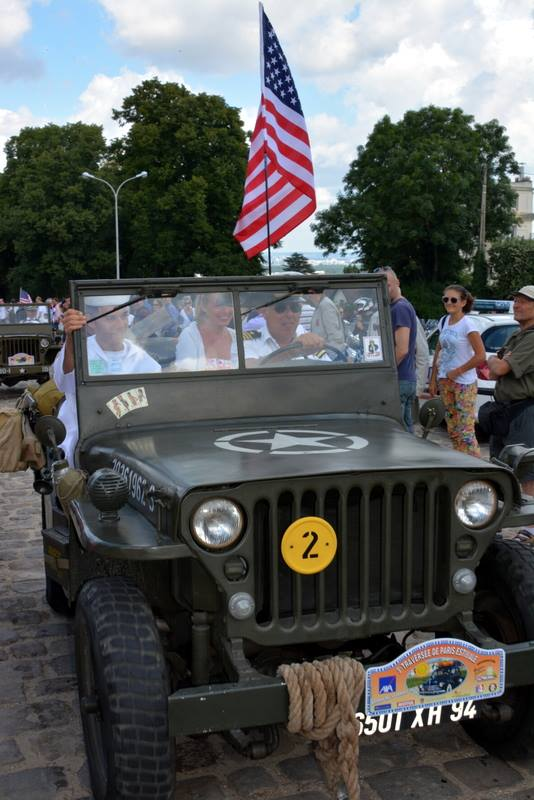
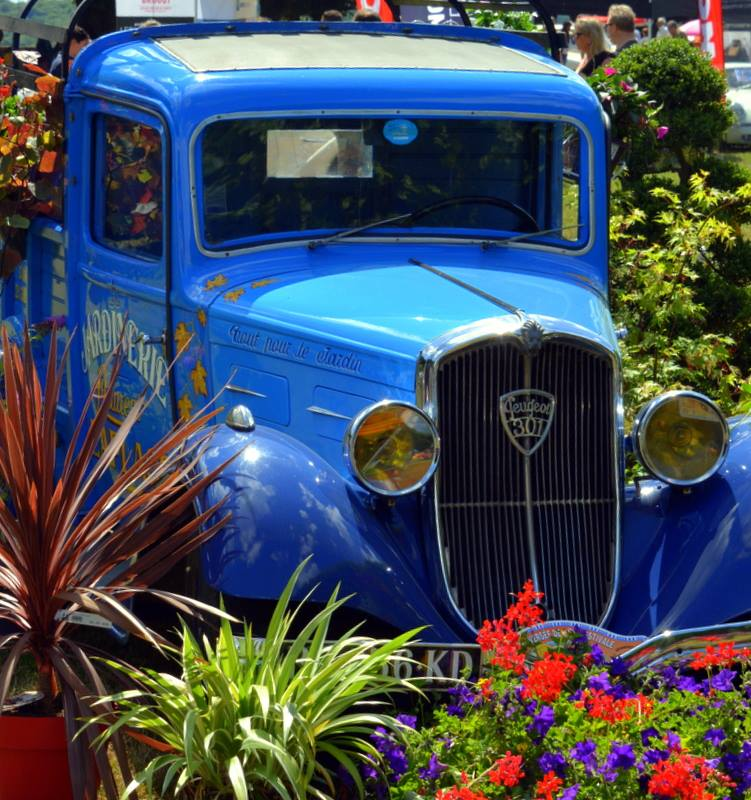
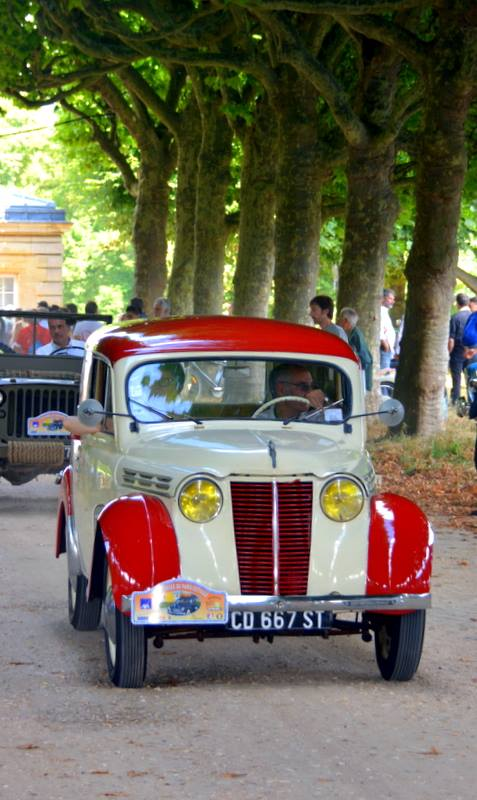
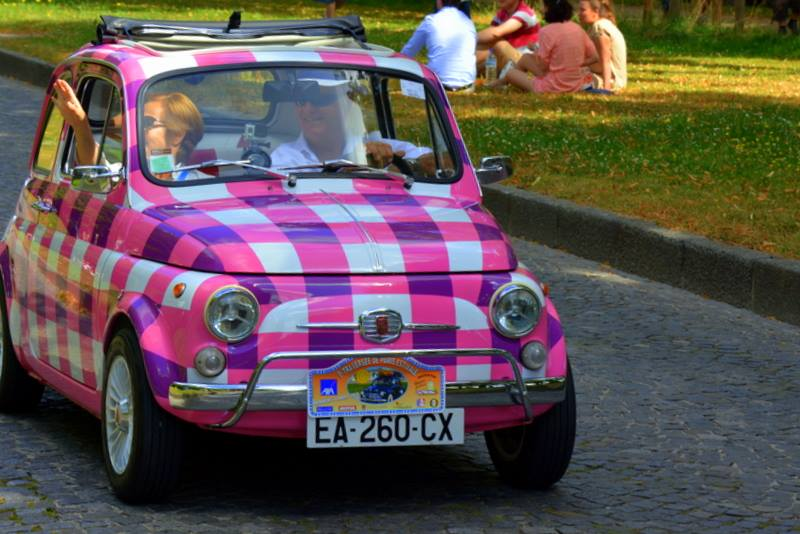
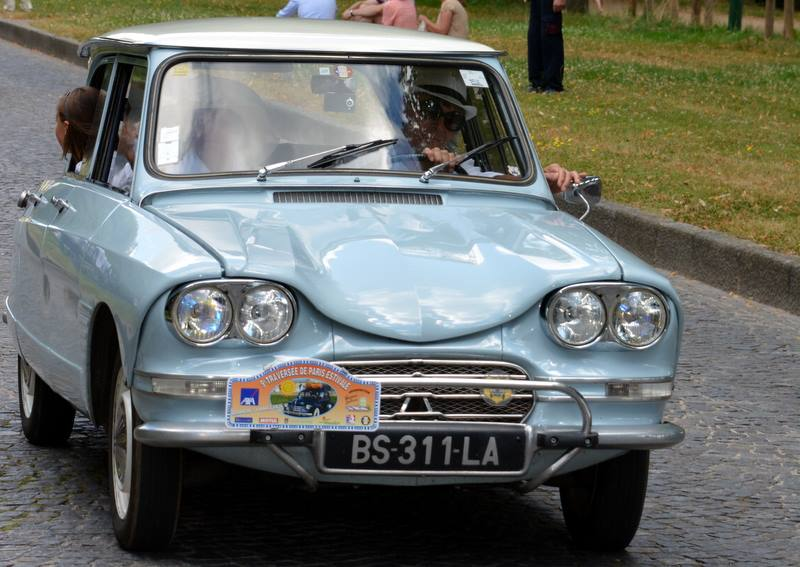
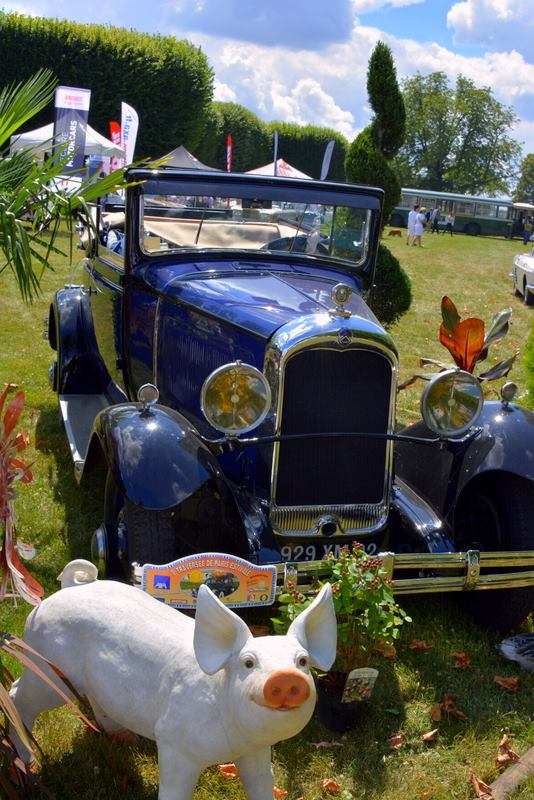
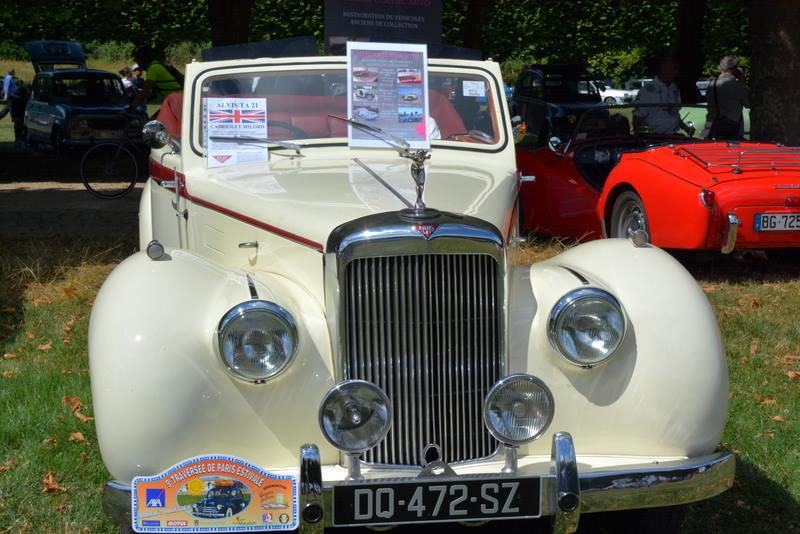

Vincennes en Anciennes rassemble ne nombreux  véhicules anciens pour de grandes occasions comme les journées européennes du patrimoine ou des salons[réf. nécessaire].